# ال‌وی‌جی سی. ۴
ال‌وی‌جی سی. ۴ (به انگلیسی: LVG_C.VI) یک هواگرد ملخ‌پیشین تک‌موتوره از نوع شناسایی ساخت شرکت Luft-Verkehrs-Gesellschaft G.m.b.H. است. هواگرد ال‌وی‌جی سی. ۴ نخستین پروازش را در ۱۹۱۷ میلادی انجام داد. این هواگرد در سال ۱۹۱۸ میلادی رسماً معرفی گردید و در سال‌های ۱۹۱۸ تولید شده‌است. در مجموع، تعداد ۱٬۱۰۰ فروند از این هواگرد ساخته شده‌است.